# Pingtan (köping i Kina, Shanxi)
Pingtan (kinesiska: 平坦, 平坦镇) är en köping i Kina. Den ligger i provinsen Shanxi, i den norra delen av landet, omkring 80 kilometer öster om provinshuvudstaden Taiyuan. Antalet invånare är 30 240. Befolkningen består av 14 448 kvinnor och 15 792 män. Barn under 15 år utgör 15,0 %, vuxna 15-64 år 76 %, och äldre över 65 år 8,0 %.
Genomsnittlig årsnederbörd är 655 millimeter. Den regnigaste månaden är juli, med i genomsnitt 217 mm nederbörd, och den torraste är december, med 4 mm nederbörd.